# Lymnas barca
Lymnas barca är en fjärilsart som beskrevs av Doubleday 1847. Lymnas barca ingår i släktet Lymnas och familjen Riodinidae. Inga underarter finns listade i Catalogue of Life.